# Litsea acutivena
Litsea acutivena Hayata – gatunek rośliny z rodziny wawrzynowatych (Lauraceae Juss.). Występuje naturalnie w Kambodży, Laosie, Wietnamie, południowych Chinach (w prowincjach Fujian, Guangdong, Hajnan, a także w regionie autonomicznym Kuangsi) oraz na Tajwanie. 

## Morfologia
PokrójZimozielone drzewo dorastające do 7 m wysokości. Młode pędy są bardzo owłosione i mają brązowożółtawą barwę.
LiścieNaprzemianległe lub zebrane na końcach gałęzi. Mają lancetowaty kształt. Mierzą 4–11 cm długości oraz 2–4 cm szerokości. Od spodu są owłosione i mają żółtawą barwę. Nasada liścia jest klinowa. Blaszka liściowa jest o krótko spiczastym wierzchołku. Ogonek liściowy jest omszony i dorasta do 6–12 mm długości.
KwiatySą niepozorne, jednopłciowe, zebrane w baldachy. Kwiaty męskie mają 9 pręcików.
OwoceMają elipsoidalny kształt, osiągają 12–20 mm długości i 9–12 mm szerokości, mają czarną barwę.

## Biologia i ekologia
Roślina jednopienna. Rośnie w gęstych lasach. Występuje na wysokości od 500 do 2500 m n.p.m. Kwitnie od lipca do sierpnia, natomiast owoce dojrzewają od grudnia do lutego.